# Risebergabäcken

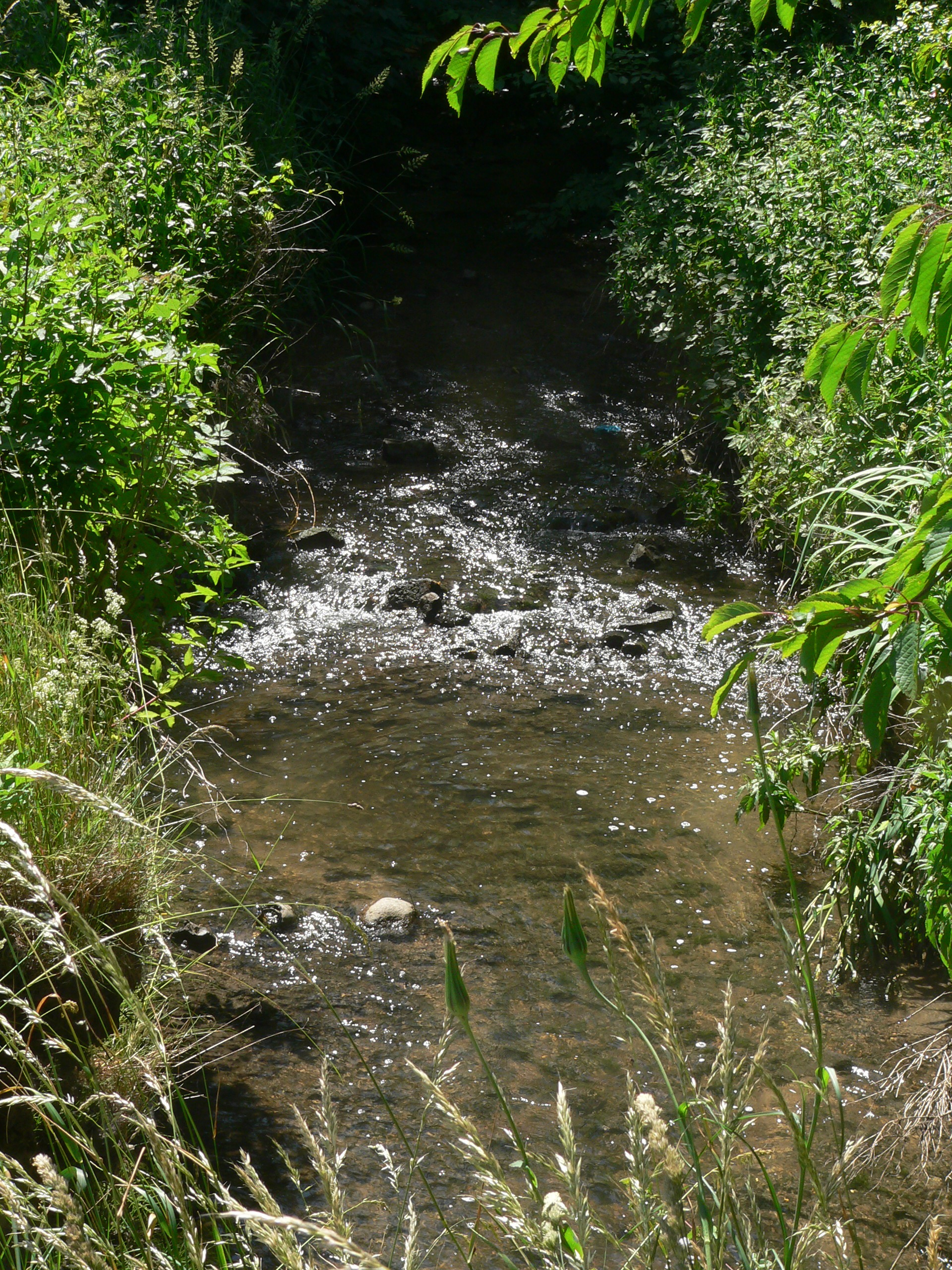
Risebergabäcken på sin färd genom Bulltofta rekreationsområde.

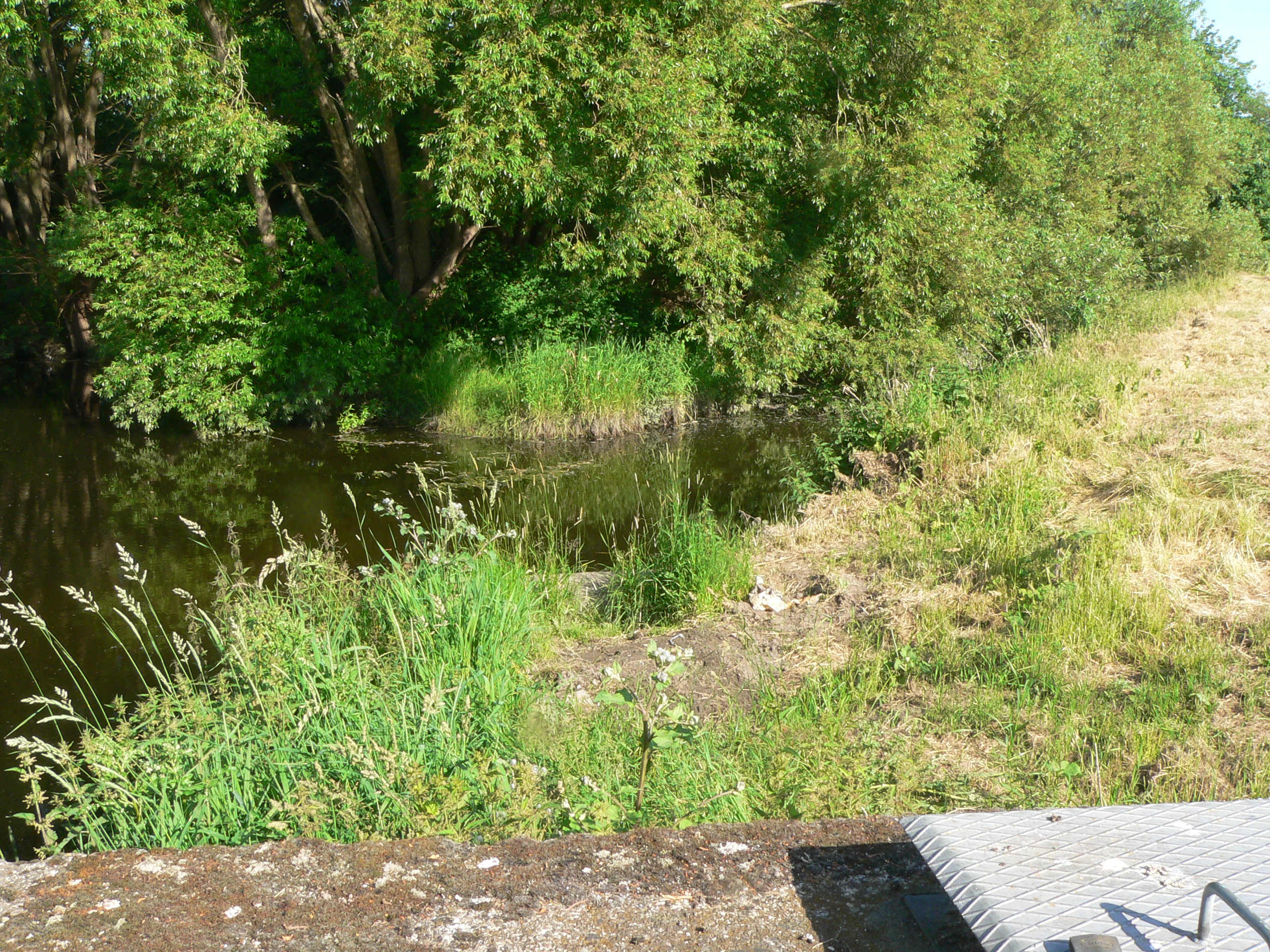
Risebergabäcken kommer söderifrån (snett uppåt höger i bilden) och flyter samman med Sege å (i bildens vänsterkant) nordväst om Valdemarsro. I förgrunden skymtar ett av många dagvattenutlopp.

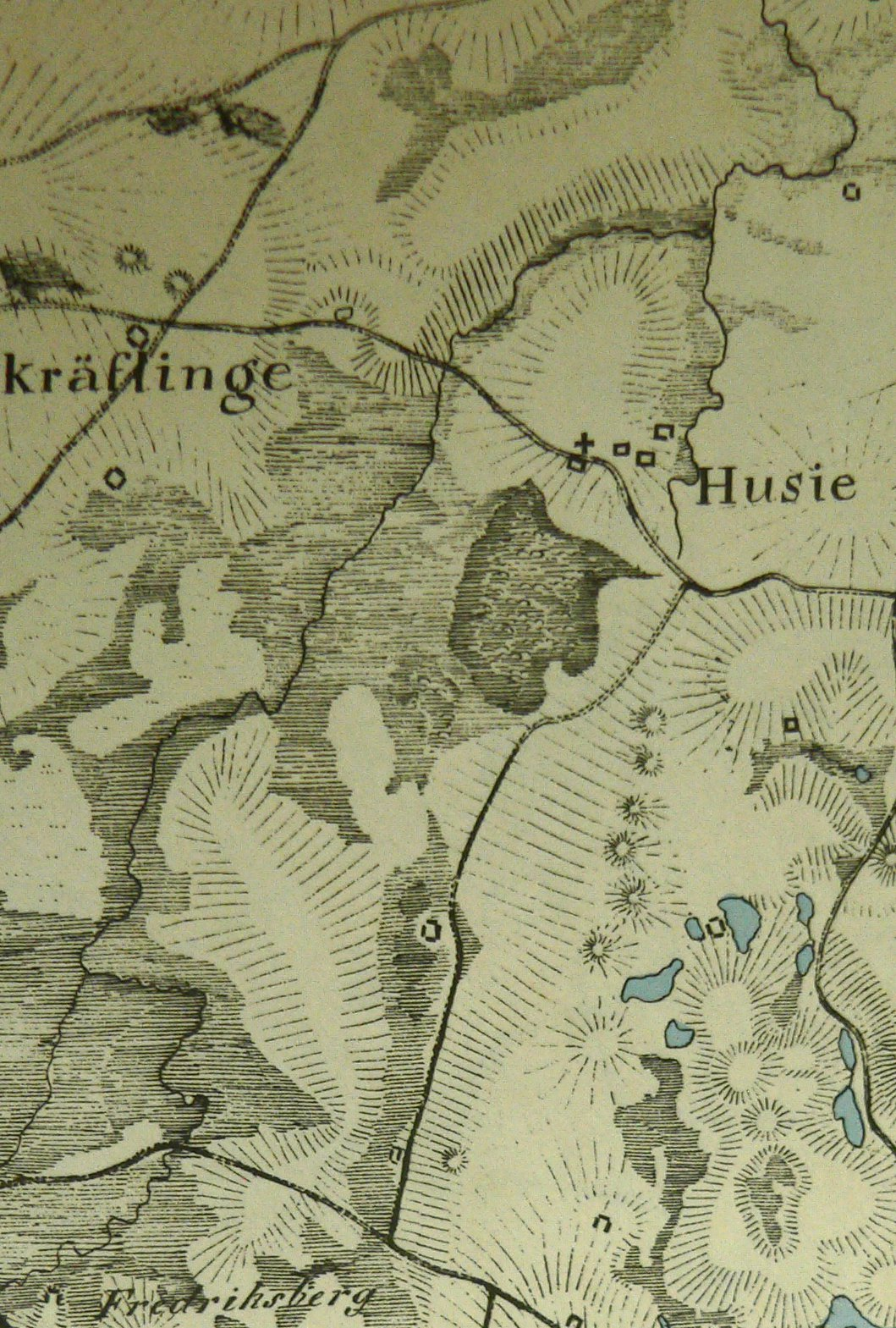
Ett avsnitt av Risebergabäcken på Skånska rekognosceringskartan från 1820. Bäcken slingrar sig norrut från Fredriksbergs gård i nedre vänstra hörnet och fortsätter väster om Husie till högra delen av den övre bildkanten.

Risebergabäcken är ett vattendrag i Malmö kommun. Bäcken rinner upp från en tidigare mosse öster om Glostorp i kommunens sydöstra del och mynnar cirka tolv kilometer senare i Sege å nordväst om Valdemarsro. På sin väg rinner den genom Fosie industriområde, förbi Jägersro, genom Husie, längs Gyllins trädgård och vidare genom Riseberga. Dess avrinningsområde täcker cirka en femtedel av kommunens yta och bäcken är tillsammans med Sege å kommunens viktigaste vattendrag.
Ett stort antal dagvattenledningar mynnar i bäcken (som är det vattendrag som tar emot mest dagvatten i kommunen) och vid kraftig nederbörd blir bäcken hårt belastad. Vattenmagasin som Husie mosse och Skogholms ängar har anlagts för att, bland annat, minska belastningen vid skyfall. Tidigare meanderade bäcken, men grävning har rätat ut strömfåran. Bäcken har på vissa sträckor en medelbredd på nära fem meter. Under några kortare sträckor går den i kulvert (som vid Bulltofta flygplats tidigare start-/landningsbana - där nu riksväg 11 i stället går - och under E65). På några ställen har den trängts ihop till en stensatt någon meter bred snabbt strömmande fåra mellan villatomter/kolonilotter som vid Jägershill (där bäcken flera gånger orsakat översvämningar vid skyfall) och nedströms Kungshällavägen.
Vid bäcken låg tidigare en vattenkvarn ungefär där Dammstorpsvägen idag korsar bäcken på Stora Risebergas ägor i Östra Skrävlinge, (Husie socken). Riseberga vattenmölla monterades ner och återuppfördes på Baltiska utställningen 1914, varefter den såldes till en samlare i Skurup.

## Djurliv
Bland fiskarna märks en rik förekomst av grönling och havsöring vandrar upp i bäcken för att leka - den övre delen av bäcken är dock kraftigt eutrofierad och fiskfattig.
Någon strömstare brukar övervintra vid bäcken varje år och kungsfiskare gör ofta detsamma.